# Cour anglaise
Pour les articles homonymes, voir cour.
Une cour anglaise est une cour au niveau du sous-sol et encaissée entre la rue et la façade d'un bâtiment, qui servait entre autres à l'origine à éclairer et ventiler ce niveau, en plus de permettre dans certains cas un accès direct à ce niveau depuis la rue. 
Habituellement associées aux terraced houses en Grande-Bretagne, les cours anglaises forment en général une bande le long de la voie publique et sont rarement aménagées de manière ponctuelle, devant un bâtiment unique. 
La cour anglaise s'apparente, dans une forme plus aménagée, au saut-de-loup.

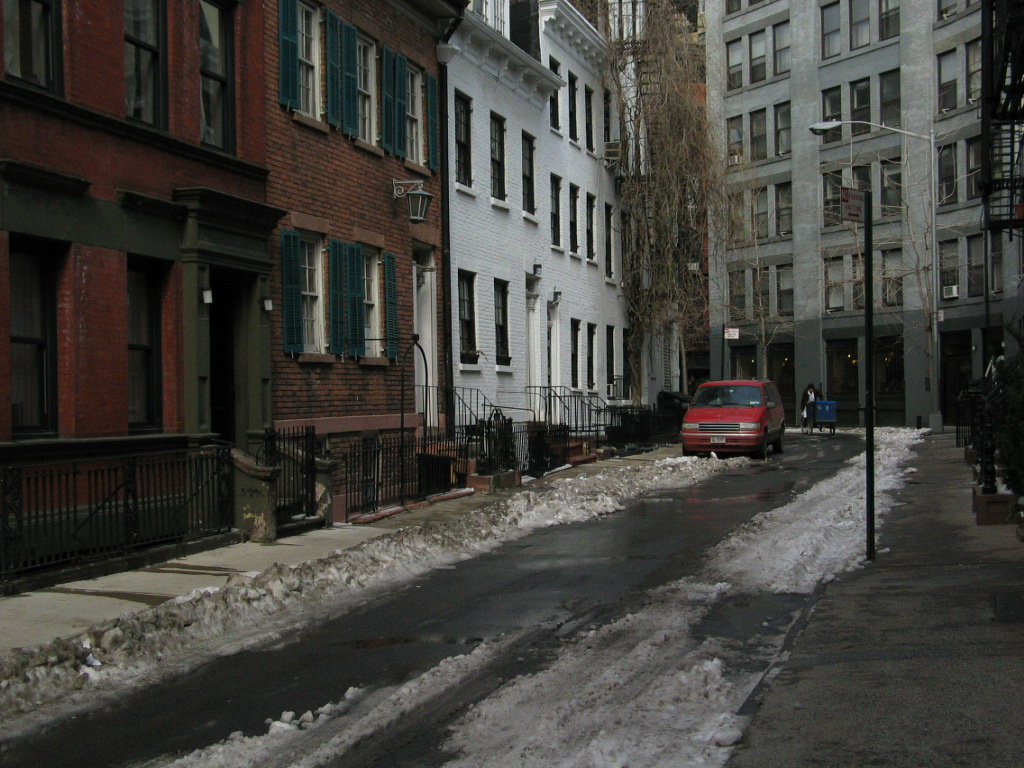
Alignement de cours anglaises à Greenwich Village.
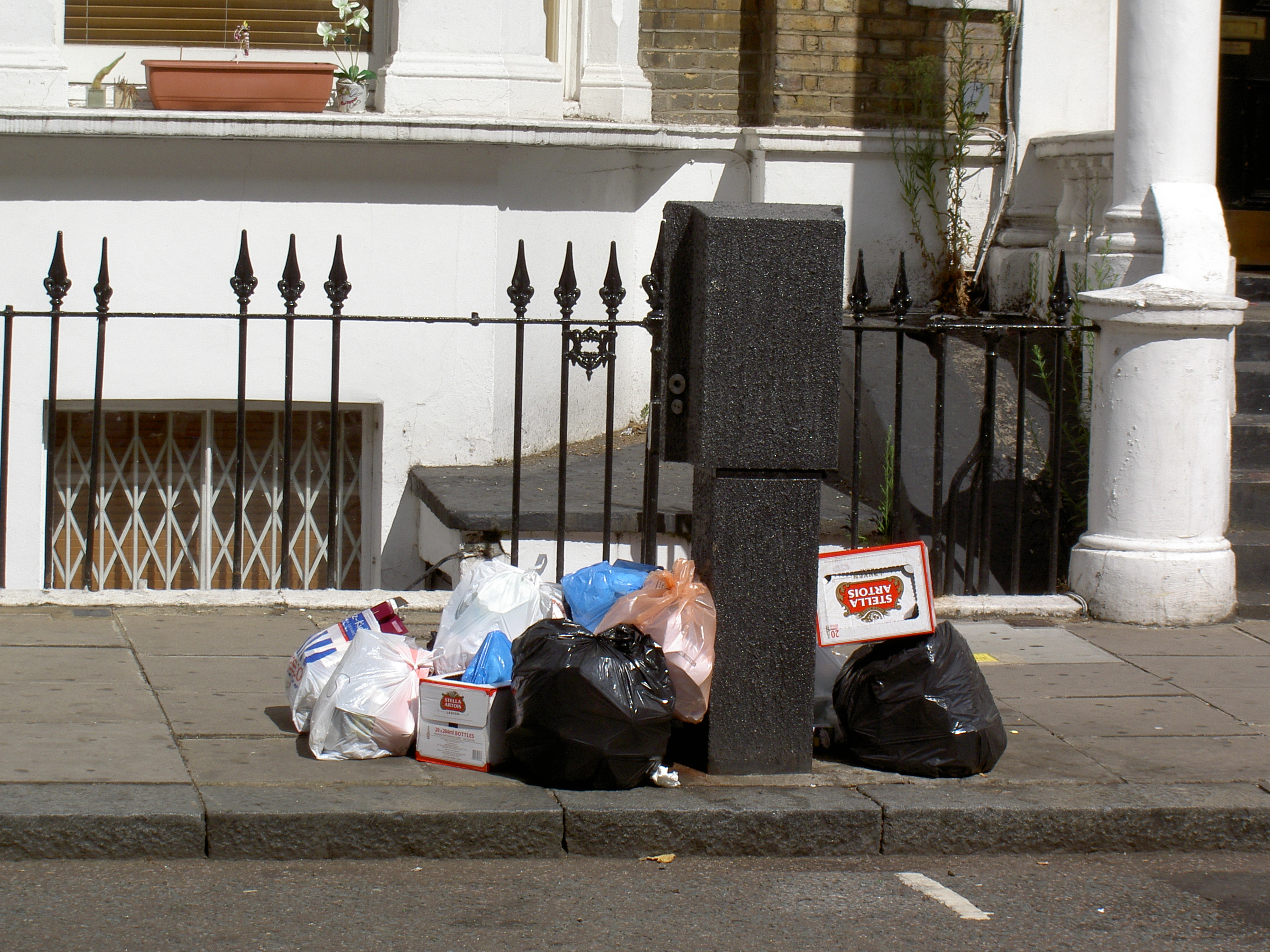
Fenêtre d'une cave avec cour anglaise à Londres.